# Germain Lemieux
Germain Lemieux, né le 5 janvier 1914 à Cap-Chat (Québec) et décédé le 26 mars 2008 à Saint-Jérôme (Québec), est un prêtre jésuite, professeur et folkloriste québécois et franco-ontarien.

## Biographie
Natif de Gaspésie, il étudie au séminaire de Gaspé et reçoit son ordination sacerdotale en 1947. Il obtient son doctorat à l'Université Laval en 1961, puis poursuit ses recherches à l'Université de Sudbury.
Le père Lemieux arrive à Sudbury en 1941, où il commence ses recherches sur le folklore franco-ontarien. Appuyé par la Société historique du Nouvel-Ontario, il rassemble un répertoire culturel comptant plus de 646 contes et 3 118 chansons traditionnelles. Il fonde Centre franco-ontarien de folklore en 1961. Le père Lemieux montre la richesse de la littérature franco-ontarienne orale et son répertoire inspire la nouvelle génération de créateurs littéraires franco-ontariens des années 1970.
Germain Lemieux meurt à l'âge de 94 ans, à la maison des Jésuites de Saint-Jérôme dans les Laurentides.

## Œuvres
- 1973 à 1993 - Les Vieux m'ont conté, Montréal : Bellarmin, 33 tomes.

## Honneurs
- 1972 - Prix Champlain
- 1977 - Doctorat honorifique - York University
- 1978 - Doctorat honorifique - Université d'Ottawa
- 1979 - Médaille Luc-Lacourcière
- 1983 - Prix du Nouvel-Ontario (La Nuit sur l'étang)
- 1983 - The Carnochan Award, Ontario Historical Society
- 1984 - Doctorat honorifique - Université Laurentienne
- 1984 - Membre de l'Ordre du Canada : C.M.
- 1986 - Officier de l'Ordre des Palmes académiques, Ministère de l'Éducation Nationale de la République Française
- 1986 - Médaille Marius-Barbeau
- 1988 - Membre honoraire de l'Association canadienne d'ethnologie et de folklore
- 1991 - Certificat de mérite du journal Le Voyageur de Sudbury
- 1991 - Associé de la Compagnie des Cents Associés francophones
- 1992 - Prix patrimonial de la ville de Sudbury
- 1992 - Membre de l'Ordre de l'Ontario
- Ordre des francophones d'Amérique